# Horváthertelend
Horváthertelend is een plaats (község) en gemeente in het Hongaarse comitaat Baranya. Horváthertelend telt 94 inwoners (2001).